# Kanton Annonay-Nord
Kanton Annonay-Nord (fr. Canton d'Annonay-Nord) je francouzský kanton v departementu Ardèche v regionu Rhône-Alpes. Skládá se ze šesti obcí.

## Obce kantonu
- Annonay (severní část)
- Boulieu-lès-Annonay
- Davézieux
- Saint-Clair
- Saint-Cyr
- Saint-Marcel-lès-Annonay